# Fräkentjärnen (Los socken, Hälsingland)
Fräkentjärnen är en sjö i Ljusdals kommun i Hälsingland och ingår i Ljusnans huvudavrinningsområde. Fräkentjärnen ligger i Fräkentjärn Natura 2000-område.